# Hébuterne
Hébuterne is een gemeente in het Franse departement Pas-de-Calais (regio Hauts-de-France). De gemeente telt 465 inwoners (1999) en maakt deel uit van het arrondissement Arras.

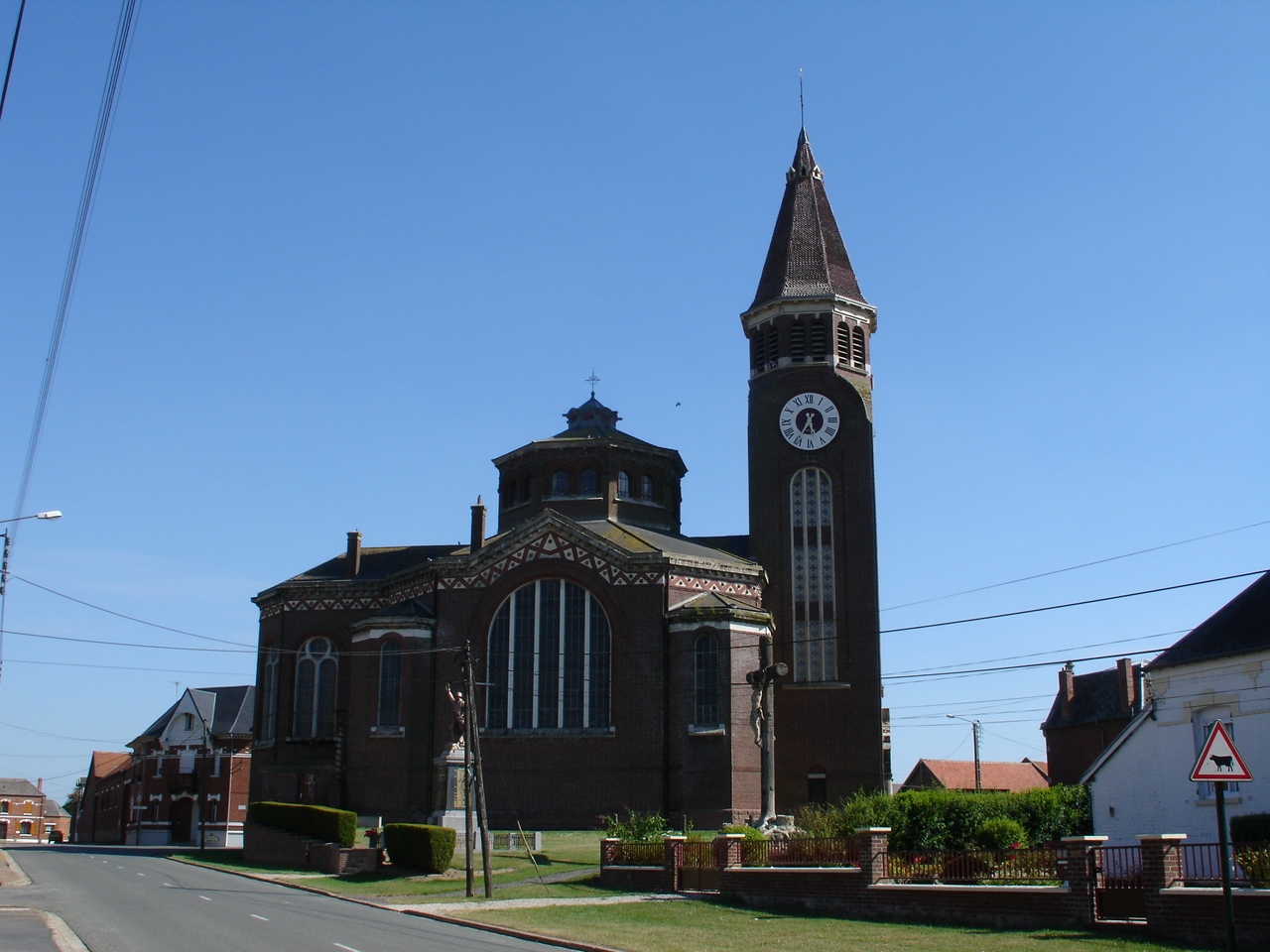
Dorpscentrum met Église Saint-Vaast

## Geschiedenis
Oude vermeldingen van de plaats dateren uit de 8ste eeuw als Herbodcisterna.

## Geografie
De oppervlakte van Hébuterne bedraagt 11,1 km², de bevolkingsdichtheid is 41,9 inwoners per km².
De onderstaande kaart toont de ligging van Hébuterne met de belangrijkste infrastructuur en aangrenzende gemeenten.

## Bezienswaardigheden
- De Église Saint-Vaast

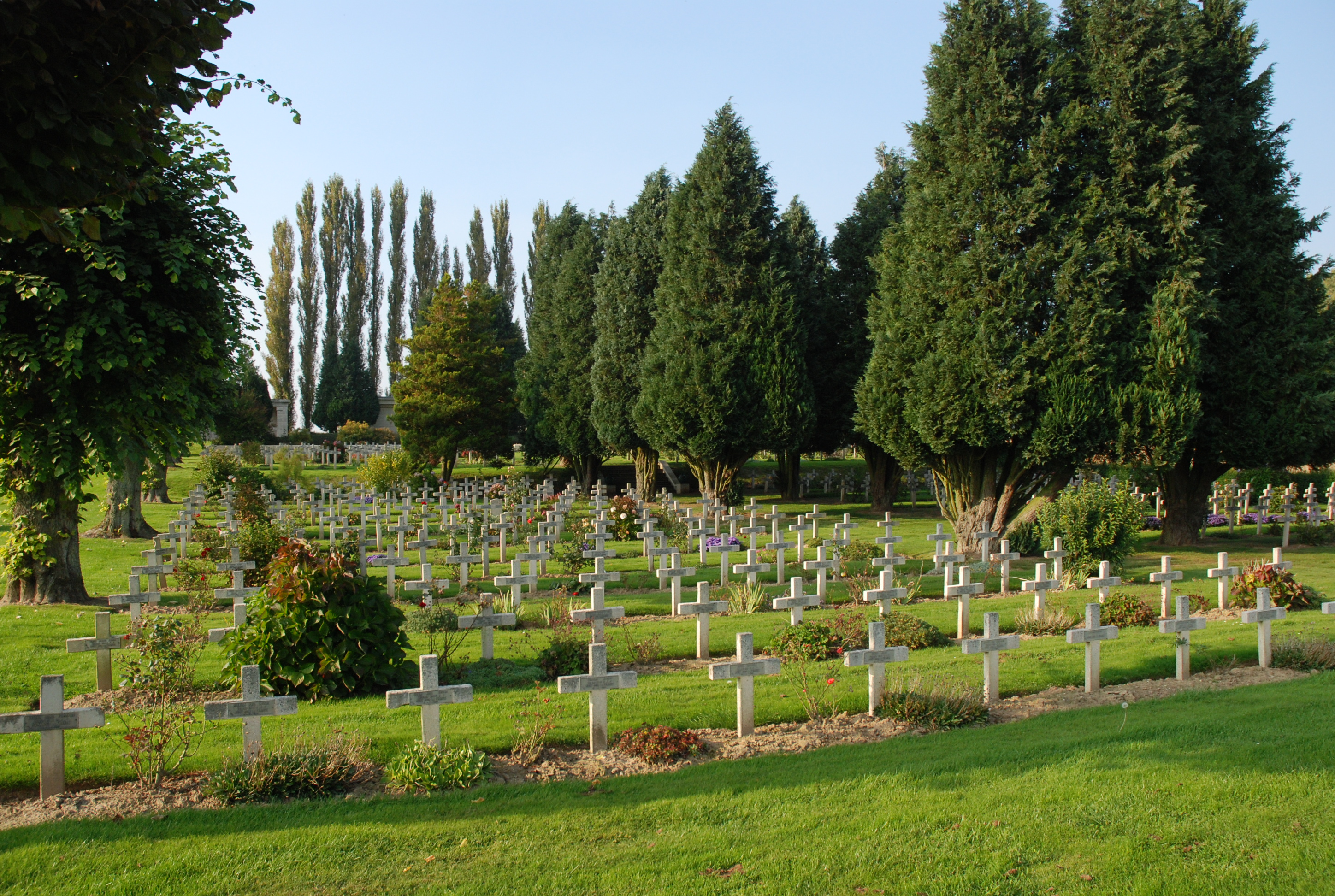
Franse militaire begraafplaats

- De Nécropole nationale de Serre-Hébuterne, een Franse militaire begraafplaats waar 834 Franse soldaten werden begraven, waarvan 240 in een knekelhuis. Ze sneuvelden tussen 10 en 13 juni 1915 te Hébuterne. De begraafplaats ligt grotendeels op het grondgebied van buurgemeente Beaumont-Hamel.
- Sheffield Memorial Park, een herdenkingssite en bewaard oorlogslandschap
- In de gemeente liggen verschillende Britse militaire begraafplaats uit de Eerste Wereldoorlog:
  - Railway Hollow Cemetery, nabij het Sheffield Memorial Park
  - Gommecourt British Cemetery No.2
  - Rossignol Wood Cemetery
  - Owl Trench Cemetery
  - Hebuterne Military Cemetery
  - Serre Road Cemetery No.1 ligt op de grens met de gemeenten Puisieux en Beaumont-Hamel
  - Serre Road Cemetery No.2 ligt op de grens met de gemeente Beaumont-Hamel
  - Ook op de gemeentelijke begraafplaats van Hébuterne bevinden zich Britse oorlogsgraven

## Demografie
Onderstaande figuur toont het verloop van het inwonertal (bron: INSEE-tellingen).